# Anne Vallayer-Coster

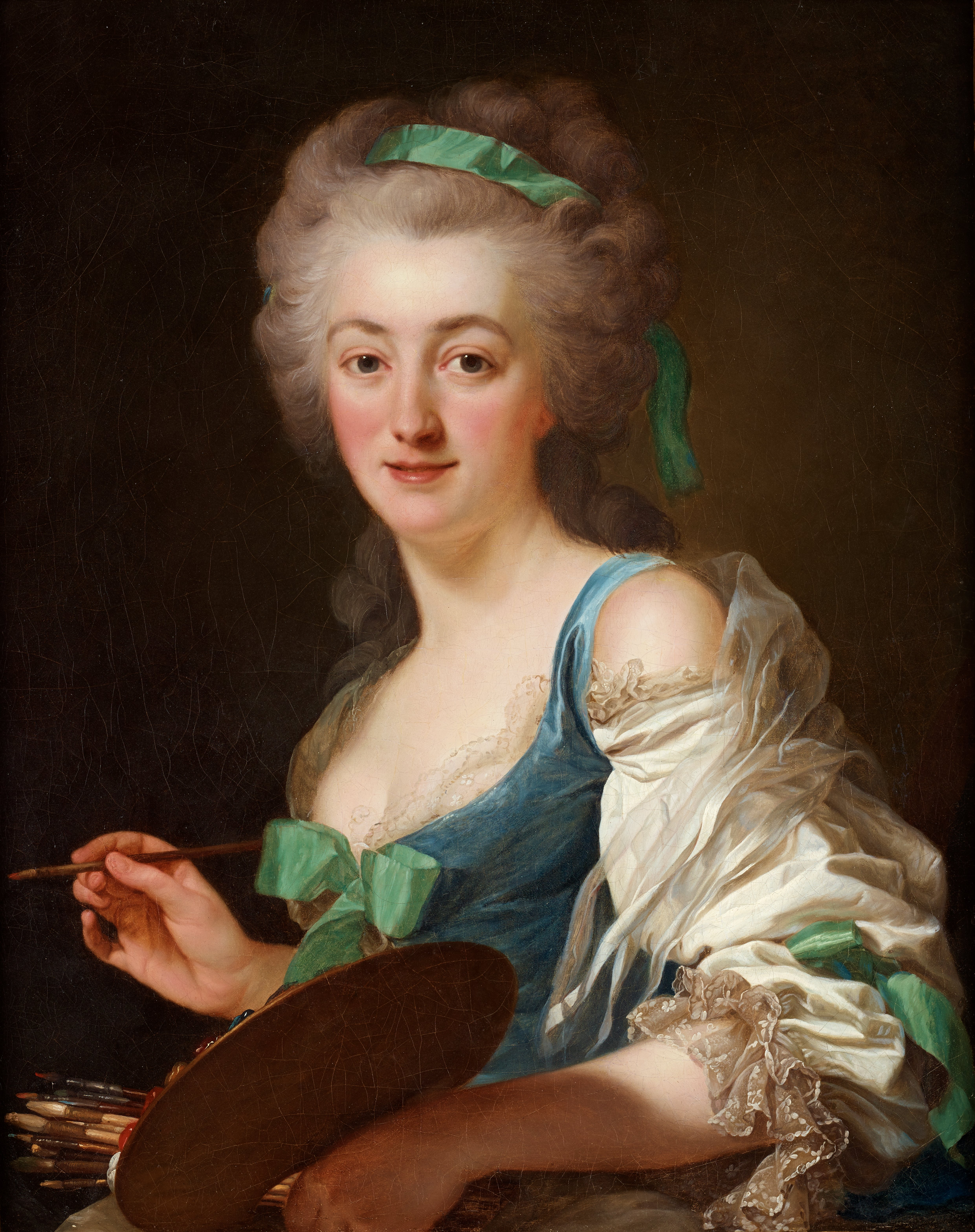
Alexander Roslin, Anne Vallayer-Coster, 1783

Anne Vallayer-Coster (Parigi, 21 dicembre 1744 – Parigi, 28 febbraio 1818) è stata una pittrice francese.

## Biografia
Figlia di un orefice, Anne Vallayer fu allieva di Wallerant Vaillant, di Madeleine Françoise Basseporte e di Claude Joseph Vernet, da cui attinse una particolare tavolozza di colori morbidi e lucenti. Accolta nell'Académie royale de peinture et de sculpture, il 28 luglio 1770, in seguito alla presentazione del dipinto Attributi della Pittura, della Scultura e dell'Architettura, datato 1769, espose nel 1771 al Salon de Paris, dove la sua Natura morta fu notata dal celebre enciclopedista Denis Diderot.

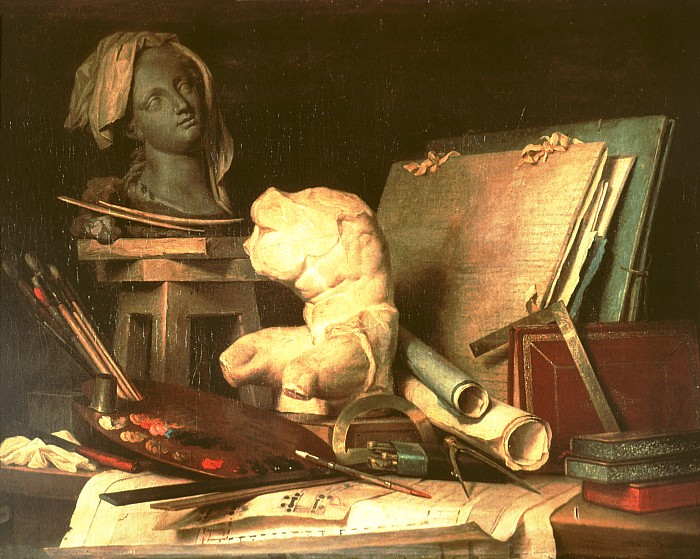
Attributi delle Arti, 1769, Louvre

Il 23 aprile 1781 sposò un avvocato, Jean-Pierre Sylvestre Coster (1745—1824), che fu accolto in Parlamento. Fece il suo ingresso come membro dell'Académie royale de peinture et de sculpture. Ottenne favori dalla regina Maria Antonietta d'Asburgo-Lorena, alla quale dava lezioni di disegno. Dipinse nature morte, ritratti e si dedicò anche alla miniatura. Al tempo della Rivoluzione francese finì per perdere ogni appoggio, per cui lasciò la Francia e andò in esilio. Tornò a Parigi dopo la caduta di Napoleone.
Tra i suoi dipinti più celebri: Strumenti della Musica (1769, Louvre), Ritratto di Joseph-Charles Roettiers (1777, Castello di Versailles), Natura morta: fiori e frutti, 1787, Musée d'art et d'histoire di Ginevra e Ritratto di una violinista (1773, acquistato per 900.000 Euro dal Museo nazionale di Stoccolma, a marzo 2015).

## Galleria d'immagini

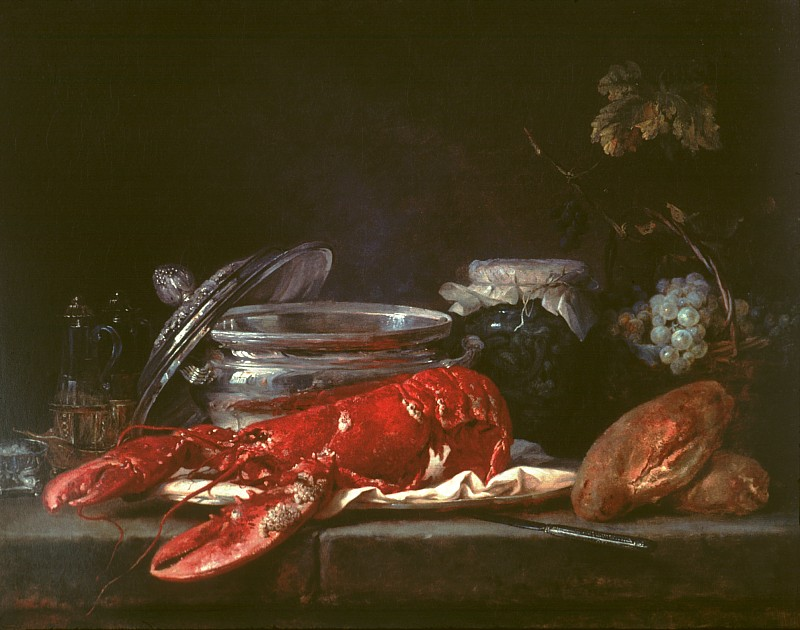
Natura morta con gamberi
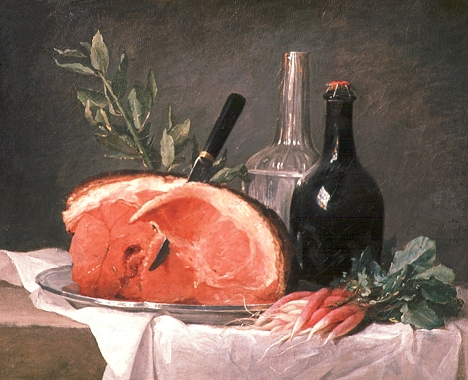
Natura morta con prosciutto 1767
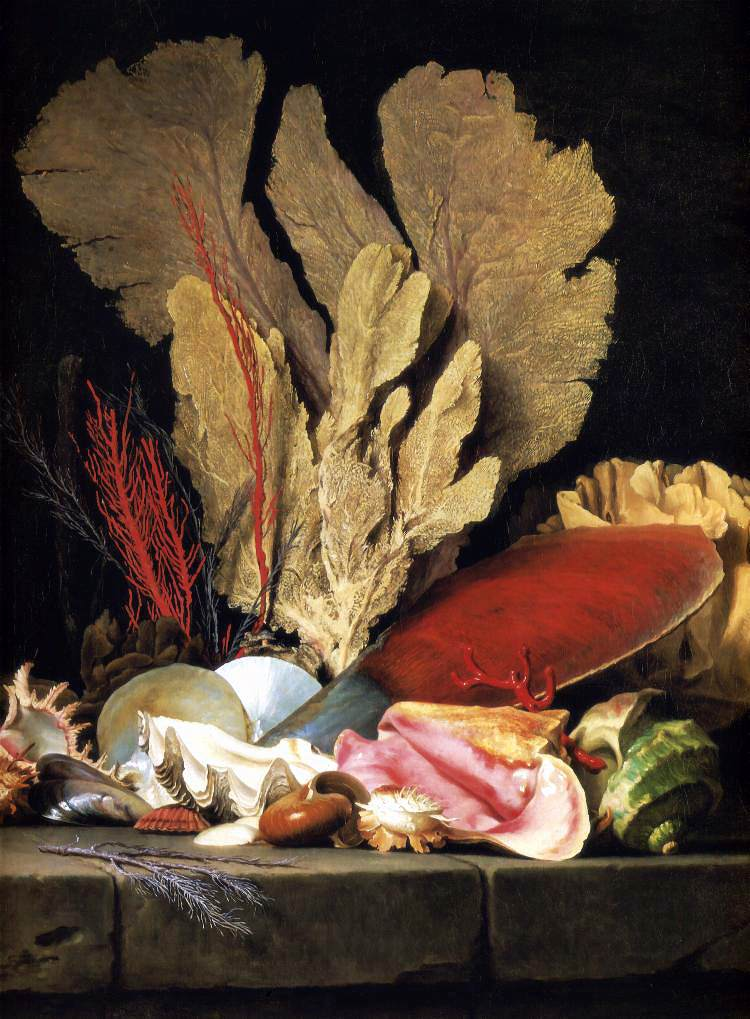
Natura morta con conchiglie e coralli
Ritratto di una violinista, 1773
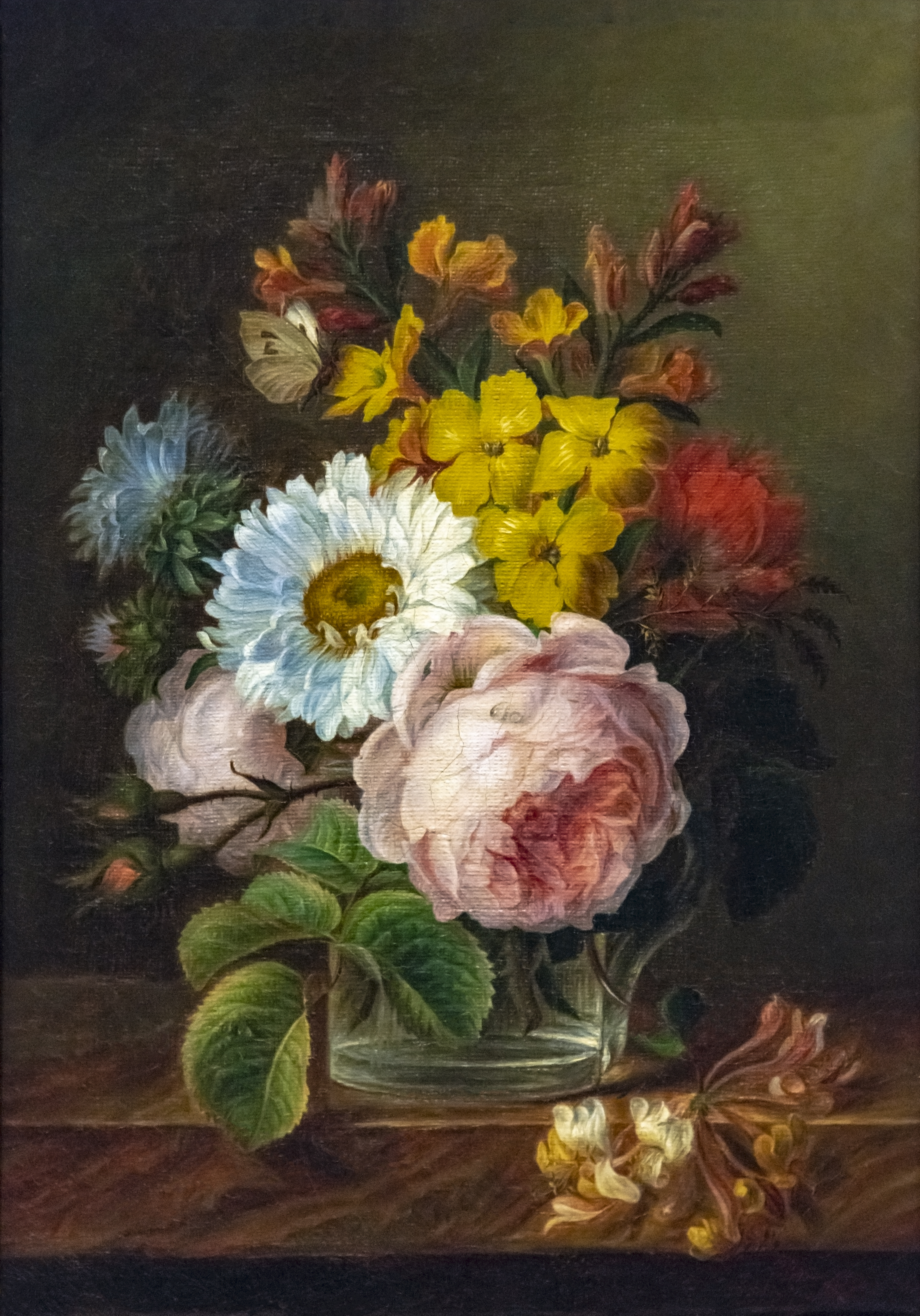
Mazzo di fiori in un bicchiere d'acqua
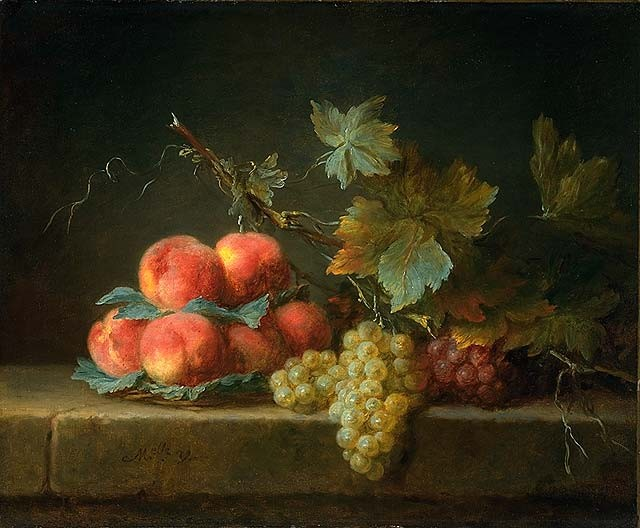
Natura morta con pesche e uva